# Father Goose
Father Goose is een Amerikaanse romantische komedie uit 1964 onder regie van Ralph Nelson. De film, met Cary Grant en Leslie Caron in de hoofdrollen, won een Academy Award in de categorie Beste Scenario.

## Verhaal
De film is gesitueerd ten tijde van de Tweede Wereldoorlog. Walter (Grant) is een dronkaard die als radiotechnicus werkt voor Houghton op een verlaten eiland. Zijn taak is om vliegtuigen te spotten en te rapporteren, maar hij houdt zich meer bezig met de voorraad alcohol. Als plotseling een Franse onderwijzeres (Caron) en haar zeven schoolmeisjes stranden op hetzelfde eiland, ontstaan de conflicten. Walter en de vrouw, Freneau, kunnen niet goed met elkaar opschieten, maar zijn aan elkaar toegewezen om te overleven. Freneau vindt Walter een 'vuil beest' en hij vindt haar 'te netjes'. Langzamerhand bouwt het gezelschap echter een vriendschap met elkaar op, en de hoofdpersonen vinden de liefde. Na een mislukte aanval van de vijanden, weten ze met succes te evacueren en raken met elkaar verloofd.

## Rolverdeling
| Acteur               | Personage                                |
| -------------------- | ---------------------------------------- |
| Cary Grant           | Walter Christopher Eckland               |
| Leslie Caron         | Catherine Louise Marie Ernestine Freneau |
| Trevor Howard        | Commander Frank Houghton                 |
| Jack Good            | Luitenant Stebbings                      |
| Sharyl Locke         | Jenny                                    |
| Pip Sparke           | Anne                                     |
| Verina Greenlaw      | Christine                                |
| Stephanie Berrington | Elizabeth Anderson                       |
| Jennifer Berrington  | Harriet "Harry" MacGregor                |
| Laurelle Felsette    | Angelique                                |
| Nicole Felsette      | Dominique                                |

## Prijzen en nominaties
| Jaar | Prijs          | Categorie                 | Genomineerde(n)              | Uitslag     |
| ---- | -------------- | ------------------------- | ---------------------------- | ----------- |
| 1965 | Academy Awards | Beste Scenario            | Peter Stone en Frank Tarloff | Gewonnen    |
| 1965 | Academy Awards | Beste Geluid              | Waldon O. Watson             | Genomineerd |
| 1965 | Academy Awards | Beste Montage             | Ted J. Kent                  | Genomineerd |
| 1965 | Golden Globes  | Beste Musical/Komediefilm |                              | Genomineerd |

## Achtergrond
Hoofdrolspeler Cary Grant stond bekend om het spelen van heren in nette pakken, en wilde het tegenovergestelde doen. Voor de vrouwelijke rol probeerde hij Audrey Hepburn te strikken, maar zij wees het project af. De rol ging naar Leslie Caron, die zich in de pers positief uitliet over haar samenwerking met Grant.
De film werd een commercieel succes en bracht in de Verenigde Staten $12,5 miljoen op. Hiermee haalde het de zesde plaats van de best verdienende films van 1964. De critici lieten zich negatief uit over de kwaliteit van de film.